# Pygophora choui
Pygophora choui är en tvåvingeart som beskrevs av Xiaolong Cui och Xue 1995. Pygophora choui ingår i släktet Pygophora och familjen husflugor.
Artens utbredningsområde är Guizhou (Kina). Inga underarter finns listade i Catalogue of Life.